# Geelzucht
Geelzucht of icterus is het symptoom dat de patiënt er geel uitziet. Dit is meestal het best te zien aan het oogwit. Geelzucht kan vele oorzaken hebben. Een indeling van mogelijke oorzaken met korte bespreking volgt hieronder.
De gele kleurstof die de kleur veroorzaakt is bilirubine, een afbraakproduct van de heem-groep in hemoglobine. Als hemoglobine wordt afgebroken (als een rode bloedcel het eind van zijn nuttige levensduur heeft bereikt) wordt de kleurstof eerst in een onoplosbare vorm van bilirubine omgezet, die door speciale eiwitten door het bloed naar de lever wordt getransporteerd, waar de stof door koppeling aan glucuronzuur, een goed oplosbare groep, wateroplosbaar wordt gemaakt. De oplosbare kleurstof wordt in de gal naar de darm uitgescheiden en is de oorzaak van de bruine kleur van ontlasting. Een klein deel van de kleurstof komt ook in het bloed terecht, deels als gevolg van heropname van de stof zelf uit de darminhoud, maar ook van reactieproducten ervan die door bacteriën in de darm zijn omgezet. Als de galwegen verstopt zijn (bijvoorbeeld door een galsteen) kan de ontlasting vrijwel wit zijn ('stopverfkleur'). Galkleurstoffen zijn ook verantwoordelijk voor de gele kleur in urine, die bij afwezigheid (zie Acholurie) op een bepaalde vorm van geelzucht duidt.
Iemand kan ook geel zien door het eten van ongewoon veel gele kleurstoffen bijvoorbeeld caroteen in wortelen of bruiningstabletten. Hier is dan uiteraard geen sprake van geelzucht.

## Categorieën oorzaken
1. prehepatisch: ('voor de lever'): met de lever is niets mis maar er is een zodanig verhoogde afbraak van hemoglobine dat er veel aanbod is waardoor de patiënt (meestal niet erg) geel ziet.
2. hepatisch ('door de lever'): de lever is zelf door ziekte aangetast (bijvoorbeeld hepatitis, cirrose) en kan minder aanbod aan en/of laat verwerkte producten teruglekken naar het bloed in plaats van naar de gal. Bij een aantal erfelijk bepaalde condities waarbij de verwerkingscapaciteit van de lever verminderd is (syndroom van Gilbert, syndroom van Crigler-Najjar) slaagt de lever er niet in de bilirubine in voldoende mate te verwerken.
3. posthepatisch ('na de lever'): de gal-afvoerwegen (waaronder de ductus choledochus) zijn in of na de lever verstopt, meestal door een galsteen, soms door een tumor, waardoor er veel oplosbare bilirubine zijn weg terug vindt naar het bloed. De ontlasting zal dan licht tot wit zijn, de urine juist zeer donkerbruin.

## Geelzucht van de pasgeborene
Bij pasgeborenen spelen twee, soms drie factoren mee: 
1. De lever is nog onrijp en heeft nog geen grote verwerkingscapaciteit voor bilirubine, en
2. Na de geboorte wordt het foetale hemoglobine, dat van een andere samenstelling is dan het hemoglobine dat na de geboorte wordt aangemaakt, eerst afgebroken. Omdat in de baarmoeder de zuurstofspanning veel lager is, heeft foetaal hemoglobine een hogere affiniteit voor zuurstof. Er is meer 'aanbod'.
3. Onder pathologische omstandigheden ten slotte vindt er bij de baby een versnelde afbraak van rode bloedcellen plaats omdat de moeder antistoffen heeft gemaakt tegen het foetale bloed (resusantagonisme). De afbraak van rode bloedcellen leidt tot een verhoging van het hemoglobine in het bloed dat wordt afgebroken waarbij er bilirubine ontstaat. Dit bilirubine is zeer giftig voor de hersenen van de baby. Voor de geboorte zorgt de moeder voor de afvoer van het bilirubine uit het bloed van de baby. Op het moment dat de baby geboren is vindt er een opeenhoping plaats van het bilirubine in het bloed. Dit verhoogde bilirubine gehalte in het bloed kan leiden tot motorische stoornissen, of in ernstige gevallen tot de dood. Als bij baby's op de eerste levensdag geelzucht wordt geconstateerd is dit altijd pathologisch.

Hierdoor zien de meeste pasgeborenen in de eerste week na de geboorte iets geel. Dit is meestal normaal. Bij ernstige geelzucht, of geelzucht die meer dan een week duurt, moeten echter een aantal potentieel gevaarlijke en behandelbare aandoeningen worden uitgesloten. Ten slotte kan de geelzucht zo ernstig zijn (geval 3) dat de kleurstof zelf in de hersenen neerslaat en tot neurologische schade leidt (kernicterus). Dit kan in lichte gevallen worden bestreden met lichttherapie: met blauw licht wordt de kleurstof in de huid in een goed oplosbare vorm omgezet; in ernstige gevallen kan een wisseltransfusie nodig zijn.